# اصلی و بدلی (فیلم ۱۹۸۶)
اصلی و بدلی (به هندی: Asli Naqli) یا واقعی و جعلی (به انگلیسی: Real and Fake) فیلمی هندی محصول سال ۱۹۸۶ و به کارگردانی سوبهارشان ناگ است. در این فیلم بازیگرانی همچون شاتورگان سینها، راجینیکانت، آنیتا راج، رادیکا ساراتکومار، شاکتی کاپور، آشوک کومار، آمریش پوری، بینا بانرجی، بهارات بوشان، ساتین کاپو و تیکو تالسانیا ایفای نقش کرده‌اند.